# Ара-Ілинське сільське поселення
Ара́-Іли́нське сільське поселення (рос. Ара-Илинское сельское поселение) — сільське поселення у складі Дульдургинського району Забайкальського краю Росії.
Адміністративний центр та єдиний населений пункт — село Ара-Іля.

## Населення
Населення сільського поселення становить 301 особа (2019; 339 у 2010, 349 у 2002).